# Bouaflé
Bouaflé este un oraș din Coasta de Fildeș. Este reședința regiunii Marahoué. Orașul este situat aproape de Lacul Kossou.